# Комон (Жер)
Комо́н (фр. Caumont) — коммуна во Франции, находится в регионе Юг-Пиренеи. Департамент — Жер. Входит в состав кантона Рискль. Округ коммуны — Миранд.
Код INSEE коммуны — 32093.

## География

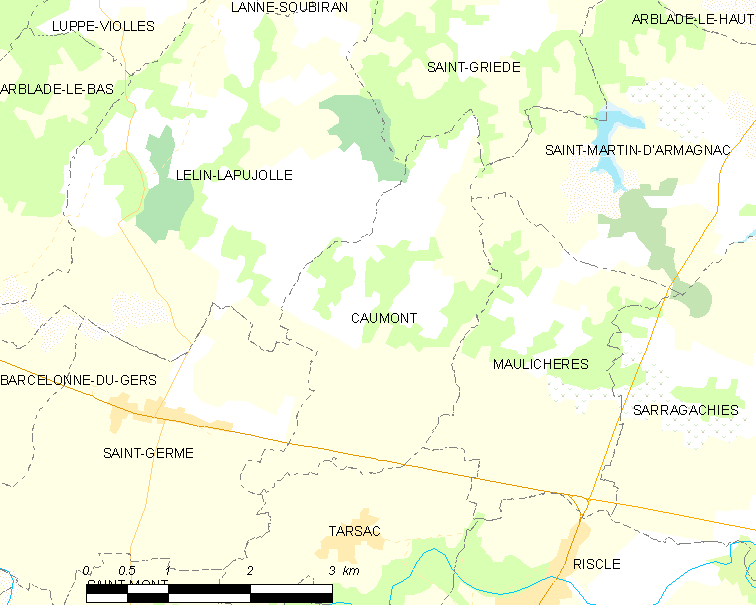
Карта коммуны

Коммуна расположена приблизительно в 610 км к югу от Парижа, в 125 км западнее Тулузы, в 60 км к западу от Оша.

## Климат
Климат умеренно-океанический. Лето жаркое и немного дождливое, температура часто превышает 35 °С. Зимой часто бывает отрицательная температура и ночные заморозки. Годовое количество осадков — 700—900 мм.

## Население
Население коммуны на 2010 год составляло 129 человек.
| 1962 | 1968 | 1975 | 1982 | 1990 | 1999 | 2010 |
| ---- | ---- | ---- | ---- | ---- | ---- | ---- |
| 144  | 128  | 98   | 108  | 102  | 103  | 129  |

## Администрация
| Период | Период | Фамилия            | Партия | Примечания |
| ------ | ------ | ------------------ | ------ | ---------- |
| 2001   | 2020   | Жан-Клод Франшетто |        |            |

## Экономика
В 2010 году среди 76 человек трудоспособного возраста (15-64 лет) 53 были экономически активными, 23 — неактивными (показатель активности — 69,7 %, в 1999 году было 66,1 %). Из 53 активных жителей работали 50 человек (28 мужчин и 22 женщины), безработных было 3 (1 мужчина и 2 женщины). Среди 23 неактивных 10 человек были учениками или студентами, 7 — пенсионерами, 6 были неактивными по другим причинам.

## Достопримечательности
- Церковь Св. Сатурнина (XI век)